# Epistemologia feminista
A epistemologia feminista é um estudo da epistemologia de um ponto de vista feminista.

## Visão geral
A epistemologia feminista afirma que os valores éticos e políticos são importantes na formação de práticas epistêmicas e na interpretação das evidências. A epistemologia feminista existe há mais de 25 anos. As pesquisadoras estudam como o gênero influencia a nossa compreensão do conhecimento, justificação e teoria do conhecimento; descreve como o conhecimento e a justificação prejudicam as mulheres e afirmam que algumas teorias do conhecimento discriminam as mulheres, excluindo-as da investigação, criticando injustamente os seus estilos cognitivos e produzindo teorias sobre as mulheres e os fenômenos sociais que reforçam as hierarquias de gênero e representam as mulheres como inferiores. O ponto fácil e incontroverso é que muito do que foi reconhecido como conhecimento e transmitido nos círculos acadêmicos e industriais foi produzido por homens. Consequentemente, as suas experiências e preocupações serviram para determinar a sua direção. De acordo com epistemólogas feministas, estas falhas no conhecimento dominante resultam de metodologias científicas e concepções de conhecimento deficientes. Portanto, as epistemólogas feministas tentam propagar teorias que apoiam a libertação e as causas igualitárias e protegem estes esforços como avanços no conhecimento.
A ideia central da epistemologia feminista é que o conhecimento reflete as perspectivas particulares da teoria. O principal interesse das filósofas feministas é como os estereótipos de gênero situam os sujeitos cognoscentes. Elas abordam esse interesse a partir de três perspectivas diferentes: teoria do ponto de vista feminista, pós-modernismo feminista e empirismo feminista. A teoria do ponto de vista define uma perspectiva social específica como epistemicamente privilegiada. O pós-modernismo feminista enfatiza a instabilidade dos exploradores da identidade social e, portanto, das suas representações. O empirismo se concentra em combinar as principais ideias do feminismo e suas observações para provar as teorias feministas por meio de evidências.
Elizabeth S. Anderson argumenta que o conceito de conhecimento situado é central para a epistemologia feminista. Donna Haraway afirma que a maior parte do conhecimento (em particular o conhecimento acadêmico) é sempre situado e "produzido por atores posicionados que trabalham em/entre todos os tipos de locais, trabalhando em/através de todos os tipos de relações de pesquisa", e assim, o que é conhecido e as formas pelas quais esse conhecimento pode ser conhecido estão sujeitos à posição – à situação e à perspectiva – do conhecedor.
A filósofa feminista britânica Miranda Fricker argumentou que, além das injustiças sociais ou políticas, pode haver injustiças epistêmicas em duas formas: injustiça testemunhal e injustiça hermenêutica. A injustiça testemunhal consiste em preconceitos que fazem com que alguém “dê um nível reduzido de credibilidade à palavra de um orador”: Fricker dá o exemplo de uma mulher que, devido ao seu gênero, não é acreditada em uma reunião de negócios. Ela pode apresentar um bom argumento, mas o preconceito faz com que os ouvintes acreditem que os seus argumentos são menos competentes ou sinceros e, portanto, menos credíveis. Neste tipo de caso, Fricker argumenta que, além de haver uma injustiça causada por resultados possíveis (como a perda de uma promoção no trabalho por parte do orador), há uma injustiça testemunhal: "um tipo de injustiça em que alguém é injustiçado especificamente em sua capacidade de conhecedora”. Tal consciência permite ao ouvinte explicar o provável impacto da relação de poder de identidade que medeia entre ele e o falante na sua percepção espontânea, essencialmente corrigindo os problemas que podem resultar em transações de injustiça testemunhal.
No caso da injustiça hermenêutica, "as reivindicações de conhecimento dos falantes caem em lacunas nos recursos conceituais disponíveis, bloqueando assim sua capacidade de interpretar e, portanto, de compreender ou reivindicar uma audiência para suas experiências". Por exemplo, quando a linguagem do assédio sexual ou da homofobia não estava geralmente disponível, aqueles que sofreram estes – agora – crimes não tinham os recursos para alegar terem sido injustiçados de formas moralmente relevantes.
A filósofa Susan Haack é uma notável crítica da epistemologia feminista.
Sandra Harding organizou a epistemologia feminista em três categorias: empirismo feminista, epistemologia de ponto de vista e epistemologia pós-moderna. Embora fosse um conjunto potencialmente limitado de categorias, o feminismo pós-moderno foi uma ideologia transicional que denunciava a objetividade absoluta e afirmava a morte da metanarrativa. Embora estas três categorias de epistemologia feminista tenham o seu lugar na história, como estruturas ideológicas, elas contêm percepções epistêmicas no método feminista contemporâneo. A teórica feminista Nina Lykke expandiu essas três categorias para incluir (anti-) epistemologia feminista pós-moderna e epistemologia feminista pós-construcionista.

## Empirismo feminista

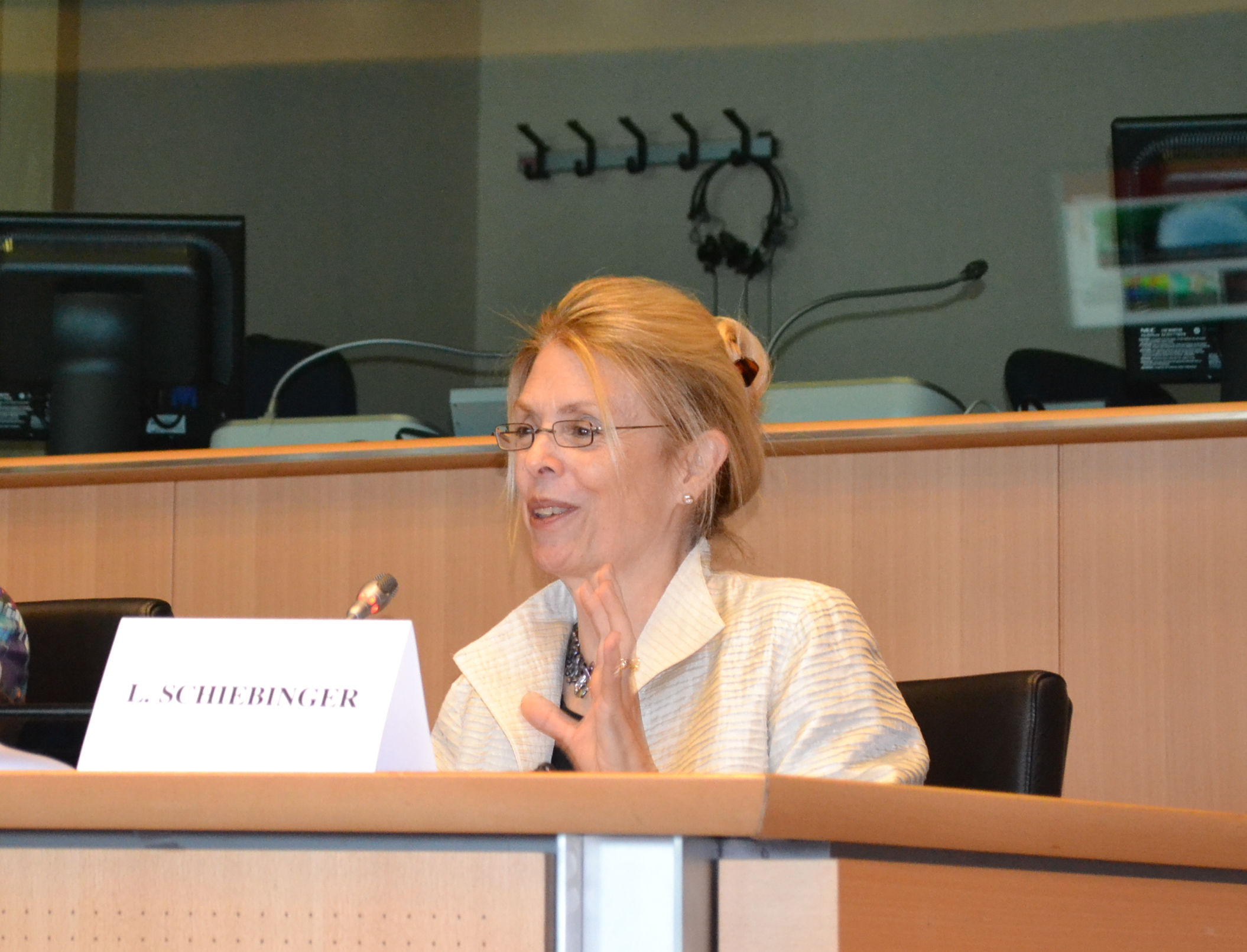
Londa Schiebinger

O empirismo feminista emergiu de uma crítica feminista que deu atenção ao preconceito masculino nas práticas positivistas da ciência. As investigadoras feministas da segunda onda identificaram como a quantificação e a objetividade, como facetas do positivismo, têm sido consideradas o padrão ouro para a investigação em ciências sociais e políticas. A quantificação e as suas relações políticas com noções de objetividade mantêm o domínio e a preferência metodológica principalmente nos Estados Unidos. Isto é perpetuado pela forma como as autoridades financiadoras tendem a dar prioridade à investigação quantitativa com enquadramentos positivistas.
As empiristas feministas acreditam no conceito de positivismo; que todo o conhecimento pode ser entendido objetivamente e acessado por meio de pesquisa empírica. Afirmam que o positivismo pré-feminista na verdade não era nada objetivo, uma vez que o preconceito androcêntrico do positivismo tradicional levou a um conhecimento apenas parcial ou subjetivo do mundo. Em essência, toda investigação empírica é inerentemente distorcida por julgamentos de valor e interpretações tendenciosas de evidências por parte de autoridades tendenciosas masculinas. Por exemplo, só após a recuperação de dados estatísticos sobre a prevalência de mulheres no local de trabalho que sofrem (o que hoje se sabe ser) assédio sexual através de inquéritos realizados na década de 1970 é que o problema foi identificado pelas autoridades políticas como algo comum. Sem esta intervenção das feministas num campo empírico, esta semelhança nunca teria sido identificada como um problema, uma vez que os homens não tinham razão para prosseguir este fenômeno. Londa Schiebinger afirma ainda que a investigação empírica “incorpora muitos valores feministas fundamentais”, na medida em que as empiristas feministas procuram ativamente e eliminam a investigação exploradora, ao mesmo tempo que resistem a explicações estratégicas e opressivas dos dados.
O empirismo feminista é criticado  por sua crença de que a objetividade é melhor alcançada por meio da quantificação, seja ou não vista através de lentes feministas ou utilizada para ideais feministas. A divisão entre dados quantitativos e qualitativos reforçou historicamente as dicotomias de gênero entre “duro/suave, emocional/racional, digno/sem valor”. Muitas afirmam que a verdade objetiva é um conceito falso e, portanto, as empiristas feministas podem sobrestimar até que ponto podem aumentar a objetividade. Além disso, o positivismo e a investigação quantitativa têm sido criticados como uma estrutura filosófica distante que objetiva inerentemente os seus objetos de investigação.
As empiristas feministas respondem ao problema da neutralidade de valores alongando o argumento de Quine: a teoria não é determinada pela evidência. Qualquer observação conta como prova para uma tese específica apenas se estiver ligada a certas suposições de fundo, porque observações semelhantes podem apoiar hipóteses diferentes. Na vida cotidiana, os cientistas enfrentam algumas restrições na seleção dos pressupostos de fundo, que se baseiam em valores cognitivos como a simplicidade e o conservadorismo, que são uma filosofia política e social que se baseia na manutenção dos estabelecimentos sociais tradicionais. As empiristas feministas afirmam que nenhum princípio lógico ou metodológico proíbe categoricamente os cientistas de escolherem os seus pressupostos de base como os seus valores políticos e sociais ou outros interesses. Portanto, as cientistas feministas podem selecionar os seus pressupostos de base com base nas suas opiniões sobre alguns valores feministas.

### Dois paradoxos
Existem dois paradoxos centrais no empirismo feminista: o paradoxo do preconceito e o paradoxo da construção social.
O paradoxo do preconceito
Muitas empiristas feministas defendem a exposição dos preconceitos androcêntricos e sexistas na investigação científica, nomeadamente que as pessoas têm preconceitos em relação à diferença de gênero e à sexualidade. No entanto, embora as empiristas feministas afirmem que a investigação feminista ajuda o desenvolvimento da ciência, a sua própria perspectiva adopta certos preconceitos sobre o gênero e a ciência.
O paradoxo do preconceito emerge de argumentos que revisam ou rejeitam concepções de imparcialidade e objetividade na pesquisa. Este preconceito situa-se entre os dois principais compromissos do empirismo feminista. Primeiro, o empirismo feminista está comprometido com o projeto feminista. Por outras palavras, as feministas estão determinadas a expor, subverter e superar todas as formas de opressão. No contexto da epistemologia feminista, a consequência deste resultado é que as feministas atacam constantemente a imparcialidade como um disfarce dos interesses subjetivos dos poderosos na sociedade. O segundo compromisso é com o empirismo, onde as feministas juram fidelidade aos métodos e ferramentas da filosofia analítica. Embora a filosofia analítica exija um compromisso com a subjetividade, o empirismo exige que os participantes endossem a imparcialidade. Portanto, existe um paradoxo de preconceito que confronta tanto o empirismo como as visões epistemológicas que tentam equilibrar o subjetivismo e o objetivismo na aquisição de conhecimento.
Dito de forma simples, o paradoxo do preconceito é a tensão existente entre feministas que criticam o preconceito masculino por falta de imparcialidade e feministas que rejeitam o ideal de imparcialidade. Estes últimos afirmam que a objetividade e a neutralidade são inatingíveis, o que se torna problemático quando reivindicam a objetividade dos seus pontos de vista. De acordo com Andrew, todas as visões epistemológicas são tendenciosas. Além disso, é difícil distinguir entre vários princípios subjetivos sem padrões de avaliação tendenciosos ou parciais. Portanto, torna-se difícil conceituar e avaliar o preconceito e ao mesmo tempo rejeitar a imparcialidade. Anthony faz várias afirmações ao formular o paradoxo do preconceito. Primeiro, ele afirma que a imparcialidade não é um ideal de prática epistêmica sustentável. Em segundo lugar, ele afirma que o estado insustentável de imparcialidade significa que todas as práticas epistêmicas têm um preconceito inerente. Em terceiro lugar, é impossível desenvolver critérios imparciais para avaliar o valor epistêmico dos preconceitos se todas as práticas forem tendenciosas. Por último, todos os preconceitos são iguais, uma vez que não existem critérios imparciais para avaliar as práticas. Estas afirmações sugerem que as pessoas deveriam apoiar a objetividade ou deixar de distinguir entre o bem e os preconceitos.
O paradoxo da construção social
Muitos críticos da ciência feminista argumentam que a ciência geralmente é influenciada por fatores políticos e sociais. Esses críticos promovem teorias sexistas e androcêntricas devido à influência dos valores sexistas na sociedade. Isto implica a existência de preconceitos sociais na ciência feminista, que podem ser eliminados através da adopção de uma epistemologia individual. No entanto, muitas feministas acreditam na abertura das práticas científicas às diversas influências sociais, resultando no paradoxo da construção social.

### Críticas à teoria do empirismo
O empirismo feminista é a teoria mais criticada por outros, por suas suposições de que o sujeito trans-histórico do conhecimento existe fora da determinação social. Também a teoria do empirismo feminista afirma que a ciência corrigirá por si só todos os preconceitos e erros nas teorias sobre as mulheres e outros grupos. Segundo Harding, esta crítica decorre da percepção de que é suficiente eliminar o preconceito sexista sem alterar ainda mais os métodos científicos tradicionais. O empirismo feminista também tem sido criticado por ignorar o papel da atividade política feminista como fonte vital de provas e hipóteses para desafiar as teorias androcêntricas e sexistas. Esta crítica aplica-se especialmente ao desenvolvimento da consciência de oposição como um elemento da atividade política feminista.

## Teoria do ponto de vista feminista

Sandra G. Harding

A um nível básico, a teoria do ponto de vista feminista afirma que grupos marginalizados, como as mulheres, são agraciados com um privilégio epistêmico, onde existe o potencial para uma compreensão menos distorcida do mundo do que grupos dominantes, como os homens. Esta metodologia apresenta muitas ideias novas para a noção feminista empirista de que a dominação androcêntrica e o preconceito apresentam uma compreensão incompleta do mundo. Um ponto de vista não tem tanto a ver com a perspectiva tendenciosa de um sujeito, mas sim com as realidades que estruturam as relações sociais de poder.
As teorias de ponto de vista retratam o universo a partir de uma perspectiva situada concretamente. Toda teoria de ponto de vista deve especificar: a localização social na perspectiva feminista, o alcance de seus privilégios, o papel social e a identidade que gera conhecimento e a justificativa desses privilégios. A teoria do ponto de vista feminista afirma um privilégio nas relações de gênero, várias teorias do ponto de vista feminista baseiam-se na afirmação sobre o privilégio epistêmico em diferentes situações feministas. A teoria do ponto de vista feminista é um dos tipos de teoria crítica, sua principal intenção é melhorar sua situação. Para atingir esse objetivo crítico, as teorias sociais devem representar a compreensão dos problemas feministas e tentar melhorar a sua condição. A teoria crítica é a teoria de, por e para os sujeitos de estudo. O feminismo e a epistemologia feminista envolvem investigação, suposições e teorias. Através destes métodos, a epistemologia feminista supera a tensão entre preconceitos em que se baseia o empirismo feminista. Apresenta um mapa ou método elaborado para maximizar a objetividade forte nas ciências naturais e sociais, mas não se concentra necessariamente no incentivo a práticas científicas positivistas, como é central para o empirismo feminista.
Embora a epistemologia de ponto de vista tenha sido criticada por focar muito de perto uma perspectiva distinta das mulheres, o que pode tornar invisíveis conceitos de conhecimento histórica e sociologicamente variável, Harding afirma veementemente que a epistemologia de ponto de vista não essencializa qualquer identidade marginalizada específica. Harding argumenta ainda que a metodologia não subscreve noções de maximização da neutralidade entre grupos num esforço para maximizar a objetividade, mas em vez disso reconhece que as associações de poder entre grupos são o que complicam estas relações. Isto é, de certa forma, contrário à afirmação de Doucet de que a controvérsia sobre como o poder influenciou a produção de conhecimento é um debate pós-ponto de vista, mais contemporâneo. A epistemologia de ponto de vista também impõe a necessidade de colocar questões críticas sobre as vidas e instituições sociais criadas por grupos dominantes; onde o campo se torna uma sociologia para mulheres e não apenas sobre mulheres.
Na prática, a teoria do ponto de vista tem uso generalizado como "uma filosofia do conhecimento, uma filosofia da ciência, uma sociologia do conhecimento, uma defesa moral/política da expansão dos direitos democráticos". Embora tenha sido afirmado que o privilégio epistêmico é inerente aos grupos marginalizados, Harding apresenta a teoria do ponto de vista como um meio explicativo para que os indivíduos dos grupos marginalizados e dominantes sejam capazes de alcançar perspectivas libertadoras. Ao construir sua epistemologia de ponto de vista, Sandra Harding utilizou e construiu sua interpretação do trabalho dos filósofos da ciência Thomas Kuhn e Willard Quine. A teoria do ponto de vista de Harding também se baseia no marxismo, embora ela tenha rejeitado amplamente o marxismo clássico por retratar as mulheres em termos meramente de classe.
Em A Estrutura das Revoluções Científicas, Kuhn argumentou que o progresso científico não ocorre através da acumulação gradual de ideias corretas. Em vez disso, ele acreditava que ocasionalmente ocorriam grandes revoluções que derrubavam completamente as teorias científicas anteriores. Quando ocorre uma crise na teoria predominante de uma época, os cientistas revolucionários irão desafiá-la e construir novas teorias científicas. Por exemplo, na sua opinião, a transição do geocentrismo de Ptolomeu para a teoria heliocêntrica de Copérnico não ocorreu através de uma série gradual de desafios e melhorias ao modelo anterior. Pelo contrário, foi uma revolução súbita e completa porque é impossível conceptualizar a teoria do heliocentrismo dentro da teoria geocêntrica dominante. Kuhn argumentou que, juntas, as ideias de Newton, Galileu e Kepler completaram a revolução iniciada por Copérnico. No entanto, a maioria dos estudantes de ciências não aprende sobre os muitos paradigmas científicos alternativos e fracassados. Eles aprendem uma versão da história da ciência onde o progresso é garantido e linear. Na opinião de Harding, as teorias de Kuhn mostravam que toda a ciência estava situada no seu contexto histórico e que qualquer teoria poderia permanecer aceite se os seus crentes detivessem o poder.

### Críticas à teoria do ponto de vista
A filósofa Helen Longino é contra a teoria do ponto de vista, porque afirma que a teoria não pode fornecer o conhecimento de quais pontos de vista têm mais privilégios. Bar On disse que se a ética feminina do cuidado fornece uma perspectiva privilegiada sobre a moralidade, então o nosso conhecimento moral é convencido apenas pela existência de relações de gênero. Bar On também afirma que a teoria que explica a relação estrutural entre avançados e menos desenvolvidos, que dita o privilégio epistêmico, não pode ser aplicada às mulheres. Marx afirmou que o conflito de classes deriva outros conflitos, como racismo, sexismo, conflitos nacionais e religiosos.
A epistemologia feminista é criticada por diferentes filósofos. As pós-modernistas feministas culpam as empiristas feministas por assumirem a existência de um indivíduo e por admitirem um conceito acrítico de experiência. Hundleby, uma teórica do ponto de vista, critica o empirismo feminista por desconsiderar o papel fundamental das mulheres nas atividades políticas.
A teoria do ponto de vista é frequentemente criticada pela falta de evidências disponíveis para apoiá-la e pelas ideias subjacentes a ela, como a falta de justificativa para a teoria da subdeterminação que Harding usa. Pinnick, para ilustrar seu ponto de vista sobre as poucas evidências de Harding, aponta para a afirmação da teoria do ponto de vista de que a ciência é mais objetiva se for politicamente motivada, o que Pinnick afirma ser contrário ao que aconteceu no passado, quando os cientistas injetaram deliberadamente política em suas teorias (ela cita projetos de testes de eugenia e inteligência como exemplos de ciência politizada). Ela também critica Harding por afirmar que grupos marginalizados produzem resultados científicos melhores e menos tendenciosos porque, segundo Pinnick, Harding não fornece qualquer evidência empírica para esta ideia.

## Pós-modernismo feminista
O pós-modernismo feminista é inspirado por teóricos pós-modernistas e pós-culturalistas como Lyotard e Foucault, que questionam a universalidade e a objetividade como formas de transcender a situação. Por outras palavras, o pós-modernismo centra-se na parcialidade, na localidade e na contestabilidade das cosmovisões. Ao deslegitimar as ideias dominantes, o pós-modernismo permite uma imaginação que antes estava obscurecida. O pensamento pós-moderno marca um afastamento do grupo feminista dos ideais dominantes e positivistas de objetividade e compreensão universal. Em vez disso, reconhece uma diversidade de perspectivas humanas únicas, nenhuma das quais pode reivindicar autoridade de conhecimento absoluta. O feminismo pós-moderno tem sido, portanto, criticado por ter uma postura relativista, onde as relações de poder contínuas entre identidades-chave têm sido frequentemente negligenciadas. É possível ver esta postura política em oposição direta às aspirações emancipatórias das mulheres. No entanto, Saba Mahmood argumentaria que esta crítica é, de certa forma, oposta à compreensão global do desejo feminino, onde a ideia de liberdade é um componente essencial e condicionalmente opressivo do feminismo ocidental, que pode assumir erradamente que as mulheres dos países orientais dominadas pelo poder masculino são vítimas que precisam ser libertadas. Como tal, o pós-modernismo feminista opõe-se às teorias tradicionais que justificam as práticas sexistas. Tais teorias perpetuam a ideia de que as diferenças entre homens e mulheres são naturais ou de que as mulheres têm características inatas que justificam a sua posição inferior na sociedade. Por exemplo, enquanto o essencialismo afirma que a identidade de gênero é universal, o pós-modernismo feminista sugere que estas teorias excluem grupos marginalizados, como lésbicas, mulheres negras e transsexuais. Tais exclusões reproduzem relações de poder, uma vez que se assume que as mulheres brancas cisgênero heterossexuais da classe média representam todas as mulheres.
Donna Haraway, uma feminista pós-moderna, afirma que o feminismo pós-moderno reconhece o positivismo como uma ideologia inerentemente opressiva, onde a retórica da verdade da ciência foi supostamente usada para minar a agência das pessoas marginalizadas e deslegitimar relatos corporificados da verdade. Além disso, argumentam que a objetividade é um ponto de vista externo e incorpóreo deixado apenas aos privilegiados (corpos não marcados), porque os marginalizados (corpos marcados) não podem ter perspectivas dissociadas de quem são.  Apesar da crítica relativista pós-moderna, esta teoria resiste ao relativismo ao reconhecer firmemente as relações de poder na medida em que a objetividade é um privilégio dos corpos não marcados. A teoria dos conhecimentos situados de Haraway mantém-se fiel à ideologia pós-moderna, onde o conhecimento deve ser colocado no contexto; isso cria uma gama de conhecimento mais limitada do que a objetividade teórica, mas é mais rica ao permitir a troca de compreensão entre experiências individuais. O positivismo inerentemente dá lugar a posições autoritárias de conhecimento que dificultam a discussão e tornam limitada a compreensão do mundo. Tanto a ciência positivista como o relativismo foram reconhecidos como contrários ao pensamento feminista pós-moderno, uma vez que ambos minimizam a importância do contexto (geográfico, demográfico, de poder) nas reivindicações de conhecimento.
Haraway introduziu a biopolítica – um conceito que conecta a política à vida – como uma categoria primária durante o período pós-moderno. Num dos ensaios mais famosos de Haraway, A Biopolítica dos Corpos Pós-modernos: Determinações do Eu no Discurso do Sistema Imune, ela considera o corpo humano como um sujeito composto por sistemas independentes que interagem entre si, num sentido político ou estratégico. De acordo com Haraway, estas funções corporais coexistem enquanto operam como entidades estratégicas separadas.

### Crítica do pós-modernismo feminista
O pós-modernismo feminista tem sido criticado com base na sua rejeição da mulher como categoria de estudo e na sua fragmentação de perspectivas. Afirmam que, embora as mulheres vivenciem o sexismo de forma diferente, ainda é uma característica comum entre elas. Embora existam diferenças entre diferentes classes de mulheres, diferentes modos de sexismo podem ser acomodados através de uma abordagem interseccional. A teoria do pós-modernismo dissolve todos os grupos e apoia a ideia de que o conhecimento de qualquer fonte é melhor do que nenhum conhecimento.

### Theory in the Flesh

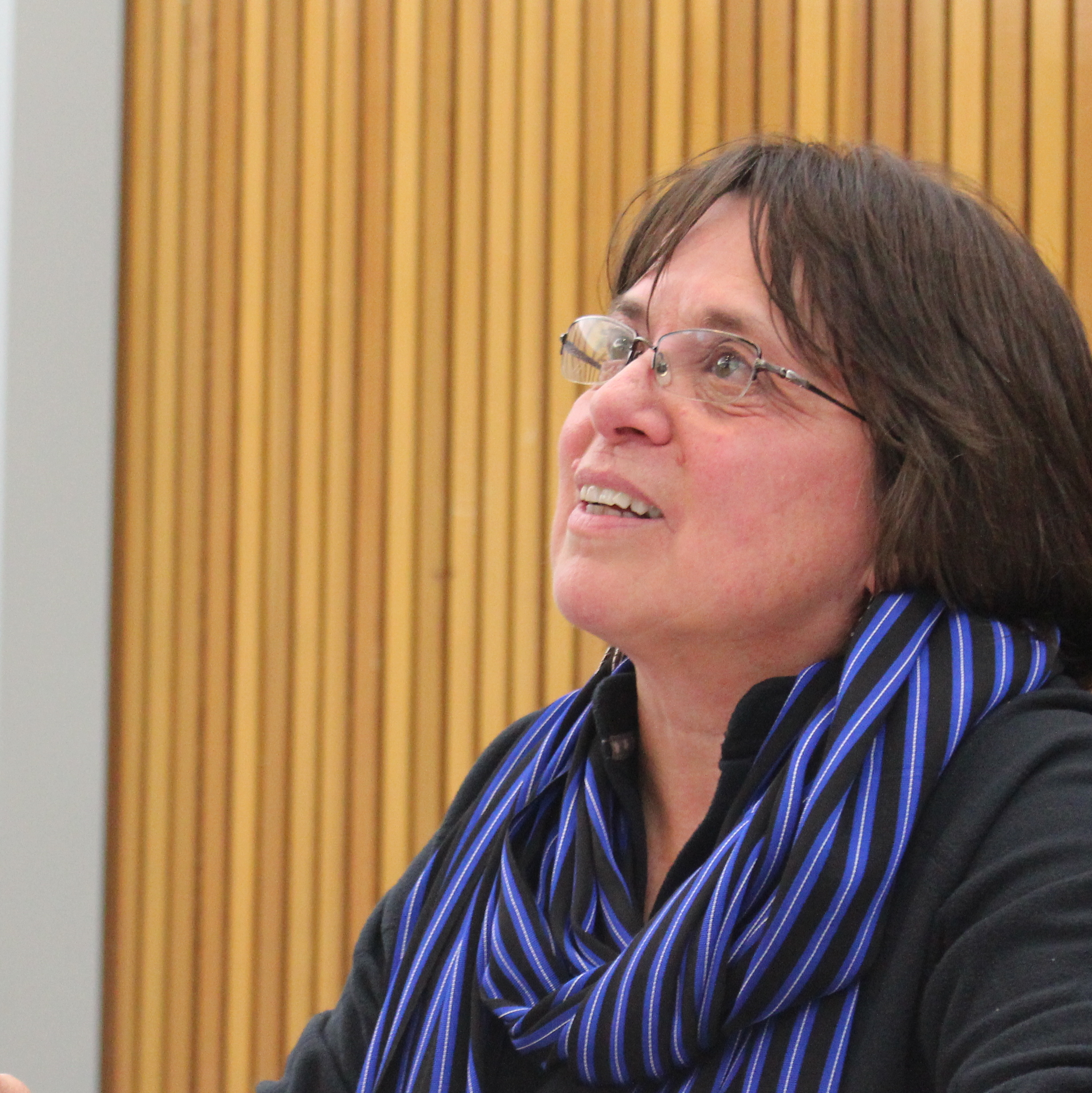
Cherríe Moraga

A afirmação do feminismo pós-moderno de conhecimentos situados, combina bem com o texto Theory in the Flesh de Cherríe Moraga, onde se diz que as realidades físicas da vida dos povos indígenas são o meio de criar uma sociedade decolonial, política contra métodos acadêmicos euro-ocidentais opressivos e inacessíveis de produção de conhecimento. Em seu artigo, Moraga destaca as diversas formas de opressão que decorrem de diversas formas de discriminação. Embora as mulheres negras sejam desproporcionalmente estigmatizadas, todas as mulheres, em geral, sofrem repressão social. Moraga afirma que o racismo internalizado e o classismo determinam a disparidade de tratamento entre negros e brancos.
Este quadro epistemológico tem sido utilizado por feministas como Bell Hooks, que afirma que a teorização está frequentemente ligada a um processo de auto-recuperação e libertação coletiva; não se limita, portanto, ao domínio acadêmico ocidental, nem requer investigação científica. Hooks afirma que a teoria e A aplicação prática da política emancipatória pode, e muitas vezes ocorre, existir simultaneamente e reciprocamente. O feminismo pós-moderno deu lugar à questão de saber se deveria ou não haver formas feministas específicas de conhecimento. Theory in the Flesh parece sugerir que priorizar ou normalizar qualquer epistemologia feminista específica seria, e tem sido, opressivo. De acordo com Moraga, o feminismo precisa de funcionar como um corpo unido e inclusivo que promova a igualdade de gênero em todos os espectros. O racismo integrado no feminismo precisa de ser desmantelado para alcançar a verdadeira equidade. A opressão internalizada precisa de ser evitada a todo o custo porque exacerba a discriminação racista e classista sistemática.

### Teoria feminista da virtude epistêmica
Esta teoria centra-se em como as relações de poder e de género se comportam em termos da teoria dos valores e da epistemologia. Susan Bordo e Genevieve Lloyd examinaram como masculinidade e feminilidade são usadas em teorias filosóficas e discussões sobre relacionamentos como razão/desrazão, razão/emoção e objetividade/subjetividade. Lorraine Code com outras colegas de trabalho feministas determinaram de que forma a rotina política e social molda as nossas identidades e perspectivas do nosso mundo e especialmente do gênero, como isso leva à compreensão da responsabilidade epistêmica. Os trabalhos de Code também têm influenciado os campos epistemológicos, que podem ser descritos como uma versão do naturalismo que pega e reinventa crenças empíricas simples e incontroversas, por exemplo, a crença como “eu sei que estou vendo um pássaro”, deforma a natureza animal epistêmica. As teóricas feministas da virtude epistêmica rejeitam quase todas as suposições. Os problemas céticos não conseguem nenhuma conexão com ele, por isso é ignorado e considerado um pseudoproblema.

## Crítica científica feminista e ciência feminista

### Crítica feminista à ciência: preconceito como erro
A crítica científica feminista tem principalmente cinco tipos diferentes de pesquisa sobre gênero e ciência para abordar cinco preconceitos identificados. Estes são estudos de como:
- a exclusão ou marginalização das mulheres cientistas prejudica o progresso científico;
- as aplicações da ciência e da tecnologia prejudicam as mulheres e outros grupos vulneráveis e tratam os seus interesses como menos importantes;
- a ciência ignorou as mulheres e o gênero, e como voltar a atenção para estas questões pode exigir revisões de teorias aceitas;
- preconceitos para trabalhar com estilos cognitivos masculinos (e em alguns casos até as palavras a eles relacionadas) que podem – através de uma perspectiva limitante, parcial ou incompleta – levar a erros de omissão ou conclusões injustificadas;
- a investigação sobre as diferenças sexuais que reforça os estereótipos sexuais e as práticas sexistas não consegue corresponder aos padrões da boa ciência.[2]

### Ciência feminista: preconceito como recurso
O viés da pesquisa é parcial ou limitante, mas não é errado se tiver algum sucesso empírico e evitar erros. Tal preconceito pode ser considerado aceitável e adequado para servir de base à investigação epistêmica. Eles auxiliam na obtenção de maior compreensão do mundo, produzindo novas hipóteses, métodos e conceitos, servindo assim como recursos epistêmicos. Segundo as filósofas feministas, a investigação não deve ser dominada por alguns preconceitos limitantes que excluem outros pontos de vista geradores, o que resultaria em concepções mais amplas dos sujeitos da investigação.
Os defensores da ciência feminista afirmam que os estudos científicos informados por valores feministas são fundamentados em preconceitos sólidos que são limitantes generativos. Isto pinta um quadro pluralista da ciência, onde parece estar desunificada devido à presença de diversas estruturas que não estão abrangidas por uma única teoria. Por outras palavras, permitir que as comunidades explorem livremente os seus interesses revela múltiplas estruturas e padrões. Ao opor-se a esta visão, alguns cientistas afirmam que a ciência feminista deveria seguir metodologias e ontologias específicas. No entanto, esta visão tem sido contestada pelos defensores do pluralismo, que argumentam que não existem métodos únicos para a ciência feminista. Afirmam também que a adesão a métodos específicos tende a favorecer certos tipos de representação, o que também pode reforçar o sexismo.